# مارتا ۲۰۵
سیارک ۲۰۵ (به انگلیسی: 205 Martha) دویست و پنجمین سیارک کشف شده‌است که در ۱۳ اکتبر ۱۸۷۹ کشف شد.
قدر مطلق سیارک برابر ۹٫۲۳ است.